# 30 novembre en sport
30 octobre 30 décembre
Chronologies thématiques
- Croisades
- Ferroviaires
- Disney

Le 30 novembre (334e jour de l'année ou 335e en cas d'année bissextile) en sport.

## Événements

### XIXesiècle
- 1872 :
  - (Football) : à Glasgow (Hamilton Crescent), l'Écosse et l'Angleterre se séparent sur un match nul sans but. C'est le premier match international officiel de football de l'histoire disputé devant 3000 spectateurs[1].

### XXesiècle:1901-1950
- 1911 :
  - (Sport automobile) : Grand Prix automobile des États-Unis.

### XXesiècle:1951-2000
- 1991 :
  - (Football / Coupe du monde féminine) : au Stade Tianhe de Guangzhou, en Chine, l'équipe des États-Unis remporte la première édition de la Coupe du monde féminine en s'imposant 2 buts à 1 en finale contre la Norvège grâce notamment à un doublé de Michelle Akers.
- 1995 :
  - (Athlétisme) : Emma George porte le record du monde du saut à la perche féminin à 4,25 mètres.

### XXIesiècle
- 2013 :
  - (Rugby à XIII / Coupe du monde) : l’Australie remporte la finale de la Coupe du monde de rugby à XIII en battant la Nouvelle-Zélande 34 à 2.
- 2019 :
  - (Handball / Championnat du monde féminin) : début de la 24e édition du championnat du monde féminin de handball qui a lieu au Japon et qui se terminera par la finale le 15 décembre 2019.

## Naissances

### XIXesiècle
- 1861 :
  - Joseph Clark, joueur de tennis américain. († 14 avril 1956).
- 1880 :
  - Julien du Rhéart, footballeur français. (3 sélections en équipe de France). († ?).
- 1881 :
  - Bruce Stuart, hockeyeur sur glace canadien. († 28 octobre 1961).

### XXesiècle:1901-1950
- 1910 :
  - Jean Fievez, footballeur belge. (9 sélections en équipe nationale). († 18 mars 1997).
- 1911 :
  - Sweeney Schriner, hockeyeur sur glace canadien. († 4 juillet 1990).
- 1922 :
  - Custodio Dos Reis, cycliste sur route portugais puis français. († 26 novembre 1959).
- 1929 :
  - Doğan Babacan, footballeur puis arbitre turc.
- 1930 :
  - Henry Greder, copilote puis pilote de rallye auto français. († 14 août 2012).
- 1931 :
  - Wayne Moore, nageur américain. Champion olympique du relais 4 × 200 m nage libre aux Jeux d'Helsinki 1952. († 20 février 2015).
  - Bill Walsh, entraîneur de foot U.S. américain. († 30 juillet 2007).
- 1933 :
  - Norman Deeley, footballeur anglais. (2 sélections en équipe nationale). († 7 septembre 2007).
- 1937 :
  - Tom Simpson, cycliste sur route britannique. Champion du monde de cyclisme sur route 1965. Vainqueur du Tour des Flandres 1961, de Bordeaux-Paris 1963, de Milan-San Remo 1964 et du Tour de Lombardie 1965. († 13 juillet 1967).
- 1940 :
  - Ion Monea, boxeur roumain. Médaillé de bronze des -75 kg aux Jeux de Rome 1960 puis médaillé d'argent des -81 kg aux Jeux de Mexico 1968. († 1er mars 2011).
  - Pauli Nevala, athlète de lancers finlandais. Champion olympique du javelot aux Jeux de Tokyo 1964. († 20 juin 2025).
- 1944 :
  - George Graham, footballeur écossais. (12 sélections en équipe nationale).
- 1946 :
  - Yechezkel Chazom, joueur de football israélien. († 21 mars 2023).
- 1947 :
  - Philippe Pélissier, patineur artistique de couple et individuel puis entraîneur et consultant TV français.
- 1949 :
  - Pascal Hérold, navigateur français.
- 1950 :
  - Paul Westphal, basketteur puis entraîneur américain.

### XXesiècle:1951-2000
- 1954 :
  - Muli Katzurin, entraîneur de basket-ball israélien. Sélectionneur de l'équipe d'Israël de 1997 à 2004 et de l'équipe de Pologne de 2008 à 2009.
  - Joe Kerrigan, joueur de baseball puis dirigeant sportif américain.
  - Wayne Bartholomew, surfeur puis acteur de cinéma australien.
- 1955 :
  - Andy Gray, footballeur écossais. Vainqueur de la Coupe d'Europe des vainqueurs de coupe 1985 (20 sélections en équipe nationale).
- 1960 :
  - Gary Lineker, footballeur anglais. Vainqueur de la Coupe d'Europe des vainqueurs de coupe 1989. (80 sélections en équipe nationale).
  - Michael O'Connor, joueur de rugby à XV et à XIII australien. (12 sélections avec l'Équipe d'Australie de rugby à XV et 17 avec celle de rugby à XIII).
  - Jean-Louis Zanon, footballeur français. Champion olympique aux Jeux de Los Angeles 1984. (1 sélection en équipe de France).
- 1961 :
  - Innocent Egbunike, athlète de sprint nigérian. Médaillé de bronze du relais 4 × 400 m aux Jeux de Los Angeles 1984. Champion d'Afrique d'athlétisme du 200 m 1984 et 1988 et champion d'Afrique d'athlétisme du 400 m 1985.
  - Ian Morris, athlète de sprint trinidadien.
- 1962 :
  - Bo Jackson, joueur de baseball puis de joueur de foot U.S. américain.
- 1963 :
  - Marc Rostan, pilote de courses automobile français.
- 1966 :
  - Philippe Bozon, hockeyeur sur glace puis entraîneur français.
  - Mika Salo, pilote de F1 finlandais.
- 1968 :
  - Laurent Jalabert, cycliste sur route puis consultant TV français. Champion du monde de cyclisme du contre-la-montre sur route 1997. Vainqueur du Tour d'Espagne 1995, des Flèche wallonne 1995 et 1997, de Milan-San Remo 1995 et du Tour de Lombardie 1997.
- 1969 :
  - Marc Goossens, pilote de courses automobile belge.
- 1970 :
  - Horst Felbermayr, Jr., pilote de courses automobile d'endurance autrichien.
- 1974 :
  - Franck Perque, cycliste sur piste et sur route français. Champion du monde de cyclisme sur piste de l'américaine 2002 et champion du monde de cyclisme sur piste de la course aux points 2004.
  - Arnaud Vincent, pilote de vitesse moto français. Champion du monde de vitesse moto 125 cm3 2002. (7 victoires en Grand Prix).
  - Sam Ftorek, hockeyeur sur glace américain.
- 1976 :
  - Josh Lewsey, joueur de rugby à XV anglais. Champion du monde de rugby à XV 2003. Vainqueur du Grand Chelem 2003, du Challenge européen 2003 puis des Coupe d'Europe de rugby à XV 2004 et 2007. (55 sélections en équipe nationale).
- 1977 :
  - Olivier Schoenfelder patineur artistique de danse sur glace français. Champion du monde de patinage artistique en danse sur glace 2008. Champion d'Europe de patinage artistique en danse sur glace 2007 et médaillé d'argent en 2008.
- 1978 :
  - Pierrick Fédrigo, cycliste sur route français.
- 1979 :
  - Chris Atkinson, pilote de rallye australien. (5 victoires en rallye).
  - Andrés Nocioni, basketteur argentin. Champion olympique aux Jeux d'Athènes 2004 puis médaillé de bronze aux Jeux de Pékin 2008.
- 1980 :
  - Jimmy Baxter, basketteur américain puis jordanien.
  - Shane Victorino, joueur de baseball américain.
- 1982 :
  - Jason Pominville, hockeyeur sur glace canado-américain.
  - Domenico Pozzovivo, cycliste sur route italien.
- 1984 :
  - Alan Hutton, footballeur écossais. (50 sélections en équipe nationale).
  - Luc Tardif Junior, hockeyeur sur glace franco-canadien.
- 1985 :
  - Moustapha Bayal Sall, footballeur sénégalais. (29 sélections en équipe nationale).
- 1986 :
  - Jordan Farmar, basketteur américain.
- 1987 :
  - André Gorin, joueur de rugby à XV franco-roumain. (42 sélections avec l'équipe de Roumanie).
- 1988 :
  - Phillip Hughes, joueur de cricket australien. (26 sélections en test cricket). († 27 novembre 2014).
- 1989 :
  - Dieylani Fall, footballeur sénégalais. (2 sélections en équipe nationale).
  - Cody Goloubef, hockeyeur sur glace canadien.
- 1990 :
  - Jesús Ezquerra, cycliste sur route espagnol.
  - Elefthérios Petroúnias, gymnaste grec. Champion olympique aux anneaux aux Jeux de Rio 2016. Champion du monde de gymnastique artistique aux anneaux 2015 et 2017. Champion d'Europe de gymnastique artistique aux anneaux 2015, 2016 et 2017.
- 1992 :
  - Koffi Djidji, footballeur franco-ivoirien.
- 1996 :
  - Mathias Pereira Lage, footballeur franco-portugais.
- 1998 :
  - Grant Williams, basketteur américain.
- 1999 :
  - Dylan Nahi, handballeur français. (5 sélections en équipe de France).

### XXIesiècle
- 2002 :
  - Carlos Alcaraz, footballeur argentin.
- 2006 :
  - Lazar Jovanović, footballeur serbe.

## Décès

### XXesiècle:1901-1950
- 1906 :
  - Charles Jeantaud, 65 ans, pilote de courses automobile  et industriel français. (° 23 décembre 1840).
- 1910 :
  - Jem Mace, 79 ans, boxeur anglais. (° 8 avril 1831).
- 1937 :
  - Daniel Rambaut, 72 ans, joueur de rugby à XV irlandais. (4 sélections en équipe nationale). (° 6 août 1865).
- 1945 :
  - Paul Masson, 69 ans, cycliste sur piste français. Champion olympique de la vitesse individuelle, du kilomètre et des 10 km aux Jeux d'Athènes 1896. (° 11 octobre 1876).

### XXesiècle:1951-2000
- 1958 :
  - Robert Smyth McColl, 82 ans, footballeur écossais. (13 sélections en équipe nationale). (° 13 avril 1876).
- 1974 :
  - Benkt Norelius, 88 ans, gymnaste suédois. Champion olympique du système suédois par équipes aux Jeux de Stockholm 1912. (° 26 avril 1886).
- 1977 :
  - Roger Rolhion, 68 ans, footballeur puis entraîneur français. (4 sélections en équipe de France). (° 4 janvier 1909).
- 1983 :
  - George Headley, 74 ans, joueur de cricket panaméen. (22 sélections en test cricket). (° 30 mai 1909).
- 1984 :
  - Gunnar Rydberg, 84 ans, footballer suédois. (° 9 août 1900).

### XXIesiècle
- 2003 :
  - Gertrude Ederle, 97 ans nageuse américaine. Championne olympique du relais 4 × 100 m et médaillée de bronze des 100 et 400 m nage libre aux Jeux de Paris 1924. (° 23 octobre 1906).
- 2008 :
  - Hubert Martin, 64 ans, hockeyeur sur glace canadien. (° 9 décembre 1943).
- 2011 :
  - Carl Robie, 66 ans, nageur américain. Médaillé d'argent du 200 m papillon aux Jeux de Tokyo 1964 et champion olympique du 200 m papillon aux Jeux de Mexico 1968. (° 12 mai 1945).
- 2012 :
  - Benoît Georget, 42 ans, basketteur français. (° 9 mai 1970).
- 2021 :
  - Phil Dwyer, 68 ans, footballeur gallois. (10 sélections en équipe nationale). (° 28 octobre 1953).
  - Ray Kennedy, 70 ans, footballeur puis entraîneur anglais.  Vainqueur de la Coupe UEFA 1976 et des Coupe des clubs champions 1977, 1978 et 1981. (17 sélections en équipe nationale). (° 28 juillet 1951).
  - Erwin Wilczek, 81 ans, footballeur puis entraîneur polonais. (16 sélections en équipe nationale). (° 20 novembre 1940).
- 2022 :
  - Davide Rebellin, 51 ans, coureur cycliste italien. Vainqueur des Flèche wallonne 2004, 2007 et 2009, de Liège-Bastogne-Liège 2004 et de l'Amstel Gold Race 2004. (° 9 août 1971).